# Wow (Kylie Minogue)
Wow è il terzo singolo estratto dall'album di Kylie Minogue "X", del 2007. La sua uscita avviene in contemporanea con il singolo In My Arms, ma in zone diverse dell'Europa. Il brano Wow è il terzo singolo arrivato in Italia.

## Descrizione
Il singolo, in uscita a metà febbraio del 2008, è stato pubblicato solo in Gran Bretagna e Australia. Nel resto del mondo è stato invece disponibile un singolo parallelo, In My Arms, sempre di genere dance pop.
Si tratta di un brano disco-pop, di carattere leggermente retrò: alcuni critici hanno riconosciuto la traccia come un ritorno allo stile anni novanta della cantante, quando era sotto contratto con la PWL Records.
Ha un discreto successo in tutto il mondo, ma soprattutto in Inghilterra, dove arriva numero uno sia nella classifica Dance-Pop sia nella classifica dei pezzi più suonati nei club inglesi.
Ancor prima di uscire ufficialmente, la canzone entra nella Top30 inglese con i soli download legali.
È il 40simo singolo più venduto del 2008 in Inghilterra con più 160 000 copie vendute.
Nel resto del mondo, il singolo non ha un successo immediato. Entra nella Top20 di molti paesi, ma la sua notorietà è limitata ai club/disco europei. In Australia è il primo singolo dopo Chocolate che non riesce ad entrare in Top10. In Italia ha un significativo airplay, ma nonostante questo arriva solo nella Top30.
In America il brano venne scelto inizialmente come singolo apri-pista del debutto dell'album X nelle classifiche. La scelta, successivamente è però ricaduta sul brano All I See che, essendo di genere R&B, è stato ritenuto più idoneo al mercato d'oltreocano. La canzone, seppur entra nelle playlist americane solo per qualche giorno, riesce ad entrare in Top20 nella classifica d'airplay dance per quasi un mese.

## Il video
Il video è stato girato a Los Angeles il 15 gennaio 2008. Nel video si vede una Kylie abbastanza futuristica, che balla in una sala con luci e laser. Il video in questione è stato modificato dopo due giorni l'uscita, a causa di alcune accuse, che volevano il contrasto del video troppo forte, tanto da poter provocare crisi di epilessia.

## Tracce
Digital download

(Pubblicato il 18 febbraio 2008)
1. "Wow"

UK CD 1

(Pubblicato il 18 febbraio 2008)
1. "Wow"
2. "Cherry Bomb"

UK CD 2

(Pubblicato il 18 febbraio 2008)
1. "Wow"
2. "Do It Again"
3. "Carried Away"
4. "Wow" (Death Metal Disco Scene Mix)
5. "Wow" music video

UK 12" Picture disc

(Pubblicato il 18 febbraio 2008))
1. "Wow"
2. "Wow" (CSS Remix)
3. "Wow" (F*** Me I'm Famous Remix By David Guetta + Joachim Garraud)
4. "Wow" (MSTRKRFT Remix)

UK Promo CD
1. "Wow" (David Guetta F*ck Me I'm Famous Remix)
2. "Wow" (MSTRKRFT Remix)
3. "Wow" (Death Metal Disco Scene Mix)
4. "Wow" (CSS Mix)
5. "Wow" (Radio Edit)

Australian CD single

(Pubblicato il 15 febbraio 2008)
1. "Wow"
2. "Do It Again"
3. "Carried Away"
4. "Cherry Bomb"
5. "Wow" (Death Metal Disco Scene Mix)
6. "Wow" music video

EU CD1

(Pubblicato il 6 giugno 2008)
1. "Wow"
2. "Can't Get You Out Of My Head" (Greg Kurstin Remix)

EU CD2

(Pubblicato il 4 luglio 2008)
1. "Wow"
2. "Wow" (Death Metal Disco Scene Remix)
3. "Wow" (CSS Mix)
4. "Wow" music video

## Classifiche
| Classifica (2008) | Posizione massima |
| ----------------- | ----------------- |
| Australia         | 11                |
| Austria           | 73                |
| Belgio (Fiandre)  | 37                |
| Belgio (Vallonia) | 52                |
| Bulgaria          | 14                |
| Cile              | 7                 |
| Estonia           | 3                 |
| Finlandia         | 29                |
| Francia           | 15                |
| Germania          | 41                |
| Irlanda           | 10                |
| Italia            | 24                |
| Paesi Bassi       | 36                |
| Regno Unito       | 5                 |
| Svezia            | 32                |
| Svizzera          | 51                |